# Liste der Monuments historiques in Laimont
Die Liste der Monuments historiques in Laimont führt die Monuments historiques in der französischen Gemeinde Laimont auf.

## Liste der Immobilien
| Bezeichnung    | Beschreibung           | Standort              | Kennzeichnung | Schutzstatus | Datum | Bild           |
| -------------- | ---------------------- | --------------------- | ------------- | ------------ | ----- | -------------- |
| Kirche St-Rémi | ab dem 15. Jahrhundert | Rue du Château (Lage) | PA00106547    | Classé       | 1918  | weitere Bilder |

## Liste der Objekte
| Bezeichnung                      | Beschreibung | Standort                     | Kennzeichnung | Schutzstatus | Datum | Bild |
| -------------------------------- | --- | ---------------------------- | ------------- | ------------ | ----- | ---- |
| Skulptur Vierge de Sainte-Hoïlde | Darstellung der Madonna mit Kind; Stein, farbig gefasst, 18. Jahrhundert; aus der Zisterzienserinnenabtei Sainte-Hoïlde | in der Kirche St-Rémi (Lage) | PM55001956    | Inscrit      | 2001  |      |
| Glocke aus dem An XII            | Bronze, 1803/04 gegossen                                                                                                | in der Kirche St-Rémi (Lage) | PM55001957    | Inscrit      | 2001  |      |